# مکینتاش (فلوریدا)
مکینتاش (به انگلیسی: McIntosh) شهرکی در شهرستان ماریون ایالت فلوریدا است که در سال ۱۹۱۳ بنیان‌گذاری شده‌است. این شهرک طبق سرشماری سال ۲۰۱۰ میلادی، ۴۵۲ نفر جمعیت داشته و مساحت آن نیز ۱٫۸ کیلومتر مربع است.